# Am Berlin Museum
Am Berlin Museum ist eine Straße im Berliner Ortsteil Kreuzberg. Sie verbindet die Lindenstraße mit der Alten Jakobstraße.

## Namensgebung
Die Straße erhielt ihren Namen durch den Neubau des Berlin Museums im Jahr 1969. Durch den Bau der Berliner Mauer am 13. August 1961 war der Zugang zum bisherigen Berlin Museum, dem Märkischen Museum, nicht mehr möglich, da sich dieser nun im abgesperrten Ostteil der Stadt befand. So wurde das Alte Kammergericht in der Lindenstraße kurzerhand umfunktioniert.

## Geschichte
Im Zweiten Weltkrieg wurden die Gebäude in der Friedrichstadt weitgehend zerstört. Nur wenige Häuser waren noch vorhanden, wenn auch teilweise schwer beschädigt. Mit der Errichtung der Berliner Mauer versank dieser Teil Berlins in einen Dornröschenschlaf.
In den späten 1980er Jahren fand mit der Internationalen Bauausstellung (IBA) ein Bewusstseinswandel statt. In der Randlage West-Berlins wurde vornehmlich der soziale Wohnungsbau gefördert. Ziel war, die vernachlässigten Gebiete als Wohngebiete zurückzugewinnen. Die beiden Teilzentren Berlin Ost mit seiner historischen Stadtmitte und die neue City West in Charlottenburg sollten dabei durch ein City-Band miteinander verbunden werden. Dieses Band war bis 1986 im Flächennutzungs- und Baunutzungsplan vorgesehen. Durch die „politische Verfestigung der Zweiteilung Berlins in den 1960er Jahren, durch das fehlende Entwicklungspotential der umschlossenen Stadt sowie durch die dezentrale, polyzentrische Stadtstruktur konnte die Idee vom City-Band nicht realisiert werden. Trotz der traditionellen gesamtstädtischen Bedeutung dieses Stadtgebietes wurde dessen Randlage zum West-Berliner-Stadtzentrum immer deutlicher.“
Dennoch entstand im Zuge der IBA in dieser Straße der Wohnpark am Berlin Museum. Die Wettbewerbssieger Hans Kollhoff und Arthur Ovaska bauten hier jedoch keine Blockrandbebauung, wie sie in Berlin typisch war. Vielmehr entstanden hier in den Jahren 1984 bis 1986 Stadtvillen, die von mehreren Architektenteams aus Deutschland, der Schweiz, Österreich, der Tschechoslowakei und Japan entworfen wurden. Damit sollte eine „städtebauliche Neuordnung des Ostrandes der Südlichen Friedrichstadt im Spannungsfeld zwischen den wilhelminischen Gebäudeteilen der ehemaligen Victoria-Versicherung, dem barocken Berlin Museum und der Lagerhalle der Glasergenossenschaft“ erfolgen. Das Projekt wurde 1983/1984 im Rahmen des Bundeswettbewerbs Bürger, es geht um deine Gemeinde mit einer Goldplakette ausgezeichnet.

## Sehenswürdigkeiten
In der Straße ist ein öffentliches Kunstprojekt mit dem Namen Kunst – Stadt – Raum der Berlinischen Galerie zu sehen, die in der benachbarten Alten Jakobstraße beheimatet ist. Die Künstlerin Silvia Klara Breitwieser hat in dieser Straße unter dem Titel Botschaften – Die Berlinische Botschaft insgesamt 32 Schilderobjekte als Dauerleihgabe an die Berlinische Galerie aufstellen lassen.

## Verkehr
Die Anbindung der Straße Am Berlin Museum an öffentliche Verkehrsmittel erfolgt über die Haltestelle Jüdisches Museum in der Lindenstraße, an der die Buslinie 248 (Ostbahnhof – Breitenbachplatz via Südkreuz) hält.